# タイタニック (1997年の映画)
『タイタニック』（原題: Titanic）は、ジェームズ・キャメロンが監督・脚本・共同製作・共同編集した、1997年のアメリカ合衆国のロマンス映画である。この映画ではレオナルド・ディカプリオ、ケイト・ウィンスレットが主演を務めた。また、この映画では実際に起きたタイタニック号事故が題材となっている。

## 概要
1912年の処女航海中に氷山に衝突し、当時世界最悪の犠牲者を出したタイタニック号沈没事故をモデルに、地位も境遇も異なる一組の男女のラブストーリーを描いた映画である。
監督を務めたジェームズ・キャメロンは、難破船に魅了されたことからこの映画のインスピレーションを得、歴史的海難事故の感情的なインパクトを伝えるためには、人間の喪失感を織り交ぜたラブストーリーが不可欠だと考えた。観客にタイタニックの悲劇を当時の乗客と同様に体験してもらうため、徹底した時代考証によって作中のタイタニックの様子は完全再現に近い出来となっており、ラブストーリーを演じる主人公2人が案内役にもなっているほか、映画の冒頭と終盤にある現代のシーンとエンドロールの上映時間を除くと、タイタニックが氷山に衝突してから完全に沈没するまでにかかった2時間40分の上映時間となるように構成されている。
製作は1995年に開始され、キャメロンは実際に沈没したタイタニック号の映像を撮影した。調査船での現代的なシーンは、キャメロンが沈没船の撮影時に拠点としていた海洋観測船「アカデミーク・ムスチスラフ・ケルディシュ」で撮影された。沈没事故の再現には、スケールモデルやCG、バハスタジオで製作されたタイタニック号の復元模型などが使用された。
パラマウント・ピクチャーズと20世紀フォックスが共同で出資し、パラマウント・ピクチャーズが北米で、20世紀フォックスがその他の地域で配給した。製作費は2億ドルと、当時の映画界で最も高額な作品となった。
制作当時、ウォーターワールドという海を舞台とした映画が興行的に失敗したばかりであったほか、本作の公開以前からタイタニック号沈没事故は有名で、何度も映画化されたテーマでもあったため、マスコミからは「内容も興行収入も期待できない」として容赦ない批判が寄せられていた。しかし、本作は公開されるやいなや商業的に大きな成功を収め、後に多くの称賛を受けた。アカデミー賞では14部門にノミネートされ、『イヴの総て』（1950年）と並ぶ最多ノミネート作品となり、作品賞と監督賞を含む11部門を受賞し、『ベン・ハー』（1959年）と並ぶ単一作品での最多受賞作品となった。
全世界での初動興行収入は18億4,000万ドルを超え、10億ドルの大台に乗った史上初の映画となった。2010年にキャメロンが監督を務めた『アバター』がこれを超えるまで、興行収入の史上最高記録を保持していた。
スティーヴン・ジェイ・シュナイダーの『死ぬまでに観たい映画1001本』に掲載されている。
後述の3D版『タイタニック』が公開されると、全世界でさらに3億4360万ドルを稼ぎ出し、映画の世界累計興行収入は21億9500万ドルに達し、『アバター』に続く全世界で20億ドルを超えた2番目の映画となった。

### リバイバル上映

#### 3D版
ジェームズ・キャメロン監督は、2012年が客船沈没の1912年4月からタイタニック沈没100周年にあたることから、100年目となる2012年4月の公開に向けて本作の3Dリマスター版を製作した。製作にはキャメロン自身も3D変換処理作業に参加しており、北米では2012年4月4日、日本は同年4月7日に公開された。。
3D版は全米だけで既に興行収入4400万ドルを超えており、オリジナル版と通算して興収20億ドルを突破した。
ストーリーは変わっていないが、Huffingtonpostによれば、クライマックスシーンに映りこむ星の位置に修正が加えられている。天文学者で宇宙物理学者のニール・ドグラース・タイソンから、そのシーンに映りこむ星の位置が正確ではないと指摘されたことがきっかけであり、それに対しキャメロンは「ちくしょう、分かったよ。じゃあ、1912年4月15日午前4時20分の星図を教えてくれたら、映画を修正する」と返し、実現されることとなった。
2023年2月10日には3D版のリバイバル上映である『タイタニック：ジェームズ・キャメロン25周年3Dリマスター』が2週間限定で日米同時公開。20世紀フォックスがウォルト・ディズニー・カンパニーに買収され、同社の日本支社が解散したことから、配給はウォルト・ディズニー・ジャパンが行った。日本では邦画やアニメが好調なことと、古い映画であることなどから上映回数が少なかったものの、当初の予想に反して観客が殺到して満席となる劇場が相次ぎ、チケットの争奪戦が起きた。

#### オリジナル版のリバイバル上映とその難しさ
映画制作会社からの上映権の取得が難しいことと上映時間の長さを理由に、本作は映画館からは敬遠される傾向にあり、映画館における再上映の機会は大変貴重なものとなっている。特に、日本においてはタイタニックの全国的な再上映は、これまでに3回しか行われていない。再上映が行われるとしても、ミニシアター系などの小規模な映画館では再上映の許可が下りにくく、シネコン限定の再上映が大半となっている。また、映画館が敬遠するため、日本の配給会社が保有する上映権の更新がなされずに失効することもある。したがって、周年記念におけるリマスター版公開の機会を除けば、簡単には再上映できない作品となっている。
日本国内におけるオリジナル版のリバイバル上映は下記の2例のみ。
- 2018年 - 午前十時の映画祭で上映[10]。
- 2019年 - 名画座「パルシネマしんこうえん」（兵庫県神戸市兵庫区）で日本国内ラスト上映（日本における上映権切れのため）[9]。

このほか、2017年には公開20周年を記念してアメリカ国内で再公開され、同時期にアメリカ国立フィルム登録簿に保存されることになった。

## あらすじ

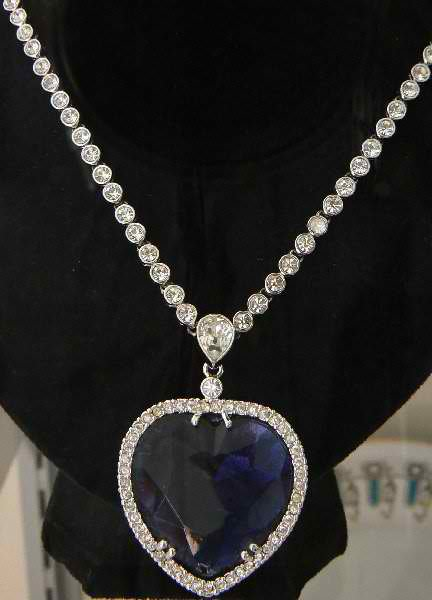
劇中に登場した『碧洋のハート』

プロローグ
1912年に当時最大級の豪華客船タイタニック号が沈没してから84年後の1996年の洋上から物語は始まる。
トレジャーハンターのブロック・ロベットらは、タイタニックと共に沈んだとされる最高峰のブルー・ダイヤモンド・『碧洋のハート』の在り処を探るべく、小型潜水艇を用い深海のタイタニックの調査を行っていた。そして、一等船室の一室から1つの金庫を発見する。歓喜に包まれる調査団は金庫をこじ開けたものの、中にあったのは彼らが探していた宝石ではなく、古ぼけた紙切れだった。
しかし、その紙切れを綺麗に洗い直すと『裸体の女性』が浮かび上がり、その女性は胸に『碧洋のハート』らしきダイヤを身に着けていたのだった。この1枚の絵画の発見をロベットはテレビで堂々と報じ、その放送を見たある老女は驚きを隠せずにはいられなかった。
そしてロベットに一本の電話が入った。その声の主はなんと沈没事故から奇跡的に生還し、今では100歳になるその絵のモデルだった。ロベットと連絡を取り合った老女は、孫娘ともども調査団の船に訪れ、静かにあの豪華客船の中で起こった知られざる話を語り始める。
タイタニックの出港
1912年4月10日、イギリスのサウサンプトン港から当時史上最大の豪華客船タイタニックはニューヨークへと向けた処女航海へと出発した。アメリカの名家ブケイター家の一人娘ローズ・デウィット・ブケイターは、その婚約者キャルことキャルドン・ホックリーと、未亡人となった母と共に、アメリカ行きのタイタニックへと乗船するが、半ば強制された婚約に気分は晴れないでいた。家名こそ残るものの、実際のブケイター家は破産寸前であり、優雅な暮らしを失いたくない母親がホックリー家の財産を目当てに結婚を強制したのである。
その一方で、画家を目指す貧しい青年のジャック・ドーソンは、新天地ニューヨークでの成功を夢見て、出港直前に勝利した賭けポーカーで『三等船室の乗船チケット』を手に入れ、友人のイタリア人青年ファブリッツィオと共に、タイタニックに乗船する。
午後0時00分、数多くの見物人や見送りの人々の歓声に包まれて、『夢の船』タイタニックはサウサンプトンを後にした。デッキでタバコを吸っていたジャックは、別のデッキに佇むローズの美しさに目を奪われる。ある夜遂に耐えきれなくなったローズは、夜の海に身投げしようと船尾に居たところをジャックに助けられる。芸術嗜好のローズはジャックが画家志望であることを知り意気投合する。お礼にとローズが招待した夕食の席で、キャルや母親は庶民のジャックに偏見を抱くが、ジャックは物ともせず、「人生は贈り物だ」と自分の人生観を語る。夕食後、ジャックはローズを三等客たちの賑やかなパーティーに連れて行き、2人は楽しいひと時を過ごした。ジャックとローズは身分や境遇をも越えて、互いに惹かれ合うようになり、貨物区画に積みこまれた自動車の中で一夜を共にする。
タイタニックの沈没
しかし、航海半ばの4月14日午後11時40分、波一つない水平線の向こうに、見張り員はぼんやりとたたずむ白い影を発見する。それはタイタニックの針路に横たわる巨大な氷山の姿だった。「針路正面に氷山!!」。見張り員からの報告を受け、当直士官（船長に代わって船を指揮する士官）のマードック次席一等航海士は「取舵一杯、後進全速」の号令をかけ、正面からの激突を避けたものの、タイタニックは船腹を氷山に擦るように衝突してしまう。
破損個所から浸水が進んでいき、徐々に船体が傾き始めたことから、タイタニックは間もなく沈没すること、殆どの人間は助からないことを乗客たちも悟っていく。逃げ惑う者、なおも普段通りに過ごそうとする者、家族を助けようとする者、懸命に乗客を避難させようとする船員たち、絶望する客たちを集め、赦しと祝福を与え励ます神父、乗客を落ち着かせようと演奏を続ける楽師たち……。様々な人々が入り乱れ、船全体が終焉へ向けて動き出す。
そんな中、キャルドンの執事スパイサー・ラブジョイによって『碧洋のハート』をポケットに入れられたジャックは、窃盗の疑いをかけられて警備室に手錠で繋がれてしまい、浸水が迫る中で脱出することができず絶体絶命に陥る。救命ボートには女性と子供の搭乗が優先されるが、ローズは取り残されたジャックを探そうと船に残り、ジャックを間一髪で助ける。
パニックの中での脱出劇
タイタニックの沈没が確定的となり、乗客たちは大パニックに陥る。救命ボートは乗客全員を救うには到底足らず、しかも一等船室の乗客を優先して乗せて離れてゆく。大多数の乗客・乗員を残したまま、船は船首へ大きく傾いた状態で沈み始め、船体が前後に折れてしまう。船尾の端に逃げ延びていたジャックたちは手すりに決死の覚悟で捕まり、重量に耐え切れず沈んでいくタイタニックと共に海中へ落ちていく。
何とか海面に浮上した2人だったが、周囲は深い闇に包まれ救命ボートの姿は見えなかった。ローズを壊れたドア枠の上に乗せ、自分はそれに掴まり極寒の海中に浸かっていたジャックは、水温-2℃の海水に体力を奪われて力尽きてしまう。ジャックとの約束を守り生き残るべく、生きる気力を振り絞ってローズは椅子に掴まったまま凍死した航海士の警笛を借りて鳴らし、自分の居場所を知らせ、無事救命ボートに救われて一命をとりとめる。
助けられたローズは、生き延びてローズを探していた婚約者のキャルドンから逃げて、「ローズ・ドーソン」とジャックの姓を名乗り、ジャックの名前と共に生きてきたことを明かす。
エピローグ
全てを語り終えた老女ローズは、こっそりと隠し持っていた想い出の『碧洋のハート』を海に投げ入れてしまう。そして、心の中でジャックとの再会を思い描きながら、静かに床に就くのであった。

## 登場人物

### 架空の人物
ジャック・ドーソン
演：レオナルド・ディカプリオ
本作の主人公。アメリカ合衆国ウィスコンシン州出身。画家として成することを志し、世界中を旅する若者である。サウサンプトン港近くのパブにてポーカーでタイタニック号の三等船室の切符を手に入れると、駆け込みで乗船し、そこでローズと出会うことになる。
彼の画力はローズのお墨付きであり、最初に金庫から発見されたローズのヌードデッサンはジャックが描いた物。経験豊富で人の心を見抜き、一等の社交界の客からも気に入られる器量もある。
ローズ・デウィット・ブケイター
演：ケイト・ウィンスレット、グロリア・スチュアート（老年期）
本作のもう1人の主人公。家が破産寸前のため母に言われるがままに政略結婚を強要され、自身にとってのタイタニック号は奴隷船同然であった。決められた人生に絶望する最中、船尾から飛び降り自殺を試みようとしたところを、真剣に止めてくれたジャックと出会い、次第に惹かれていく。
当時無名だったパブロ・ピカソやクロード・モネの才能を見抜く慧眼の持ち主であり、ジークムント・フロイトの研究を知っているなど博学である。
1912年から84年後の1996年では100歳を迎えて存命であり、Mrs.カルバートと呼ばれる。碧洋のハートのことを知っている唯一の生存者としてロベットの探索に協力する。この『タイタニック』の物語は自身の回想という形で進行してゆく。
タイタニック沈没後は女優をしており、カルバートという男性と結婚し、子供を二人産んだ。
タイタニックについて証言するために探査船まで来訪したかに思われたが、真の目的は、密かに所持していた碧洋のハートをタイタニックが眠る海に沈めることだった。碧洋のハートを海に落とした後は眠りにつき、タイタニック船内の時計がある大階段を白いウェディングドレスを着た若い頃のローズがジャックの元に行き、その周りでは事故でジャックの他にも亡くなった人物が祝福の拍手をしているシーンで物語は幕を引く。これはローズが亡くなりジャック達がいる天国に行った、単なる夢、という2つの説があり、DVDチャプター名は「かなえられた夢」（原題は「A Promise Kept」〈約束は果たされた〉）となっている。メイキングやDVDのオーディオコメンタリーで監督のキャメロンは「ジャックとローズの結婚式を描いた」と話しており、ローズの生死については「観た人それぞれで解釈してほしい」と発言していたが、2023年にインタビューで撮影の際に生前の演者のスチュアートとのやり取りの中で「そういうのはいいから、私は息を止めるのがいいのか止めないのがいいのかと聞いているんです」と聞かれ、「息を止めてください。それが私の答えです」と指示していたことを明かした。
初期段階のエンディングでは、ダイヤを海に投げ込む寸前にロベット達に気づかれ、真の宝とは何なのかを咎めて海に投げ込むとしていたが、監督のキャメロンが謎めいたラストにしようと変更して現在のエンドに至った。
キャルドン・ホックリー
演：ビリー・ゼイン
ローズの婚約者。アメリカの鉄鋼王の御曹司。ローズと共にタイタニックに一等客として乗船した。劇中ではキャルと呼ばれることが多い。心より金や物で人を動かそうとする傾向にある。ローズに歪んだ愛情を抱き、ローズを自らの飾り物のように扱うなど、純粋な愛情とは言えず、彼女の心は離れていく。マードックを買収して座席を確保しようとする、救命ボートに乗ろうとする他の乗客をオールで追い払うなど劇中では私利私欲かつ身勝手なシーンが多く見られる。生存者の1人で、後に他の女性と結婚し、多額の遺産を相続するも1929年の世界恐慌で破産して拳銃自殺したことがローズの口から語られる。
スパイサー・ラブジョイ
演：デビッド・ワーナー
キャルドンの執事。キャルから与えられた命令を、淡々と、かつ冷酷にこなす。ピンカートン探偵社の元探偵（ただし吹替え及び字幕では刑事とされる）。豪華な装飾が施された銀色のコルト・ガバメントM1911を携行している。
最期は頭から出血しながら船体が折れるタイタニックの手すりにしがみついており、その後の生死は不明。これはキャルがローズに贈った「碧洋のハート」を取り戻すため浸水する船内でジャックたちを追跡するも反撃を受けて頭を負傷するというカットシーンがあったためである。
ルース・デウィット・ブケイター
演：フランシス・フィッシャー）
ローズの母。裕福な上流階級を装うが実際の家計は火の車であり、破産の危機から脱出するため、ローズにキャルドン・ホックリーとの結婚を強要する。ストーリーの随所で、ジャックに代表される庶民（三等客）を見下したり、新興成金のマーガレット・ブラウンを嫌悪する描写がある。
ボートに乗ってタイタニックから脱出したが、娘のローズが一緒に行くことを拒否したため、娘と生き別れることとなった。
ファブリッツィオ・デ・ロッシ
演：ダニー・ヌッチ
イタリア人。ジャックの友人で一緒にタイタニックの三等船室の切符を手に入れ、タイタニックに乗船する。最期は海に投げ出された後、倒れてきた煙突に押しつぶされて死亡した。
映画本編ではカットされたが、ヘルガというノルウェー人女性と出会い惹かれあっている。
トーマス・“トミー”・ライアン
演：ジェイソン・ベリー
アイルランド人の三等客。タイタニックでジャックとファブリッツィオに出会い、2人にとって頼もしい存在となる。
最期は救命ボートに乗せるよう群衆とともに一等航海士マードックに詰め寄り、混乱を鎮めようと焦った彼から撃たれて殺害された。
トゥルーディ・ボルト
演：エイミー・ガイバ
ローズの身の回りの世話をする若いメイド。傾くタイタニックの甲板から滑り落ちていった。
ブロック・ロベット
演：ビル・パクストン
トレジャーハンター。表向きは新型の無人潜水艇を導入してタイタニックの研究を行ってると言っているが、タイタニックに眠るとされる『碧洋のハート』(The Heart of the Ocean) を狙って沈没したタイタニックを探索している。そのため当初はタイタニックのことも単なる過去の事故、自分のキャリアのうちのひとつとしか認識していなかったが、Mrs.カルバートの語る物語を聞く内に徐々に心境が変化していく。
碧洋のハートを見つけた時に吸うためにとっておきの葉巻を用意していたが、最後は真の宝の意味に気が付いたことでそれを投げ捨てた。
リジー・カルバート
演：スージー・エイミス
年老いたローズ（Mrs.カルバート）の孫娘。ローズの身の回りを世話している。
ルイス・ボーディーン（演：ルイス・アバナシー）
ロベットの相棒のトレジャーハンター。当初ローズのことを世間の注目を浴びたい婆さんだと信用していなかった。そのため被害者である彼女の前でも嬉々として事故の経過を語るなどしていたが、Mrs.カルバートの物語を聞くにつれ徐々にタイタニック号におきた悲劇の意味を理解していく。
演じたルイス・アバナシーの本職はタイタニックを研究している海洋学者だが、彼自身をモデルにキャメロンが脚本を書いて素で演じて欲しいと頼み、「作品をぶち壊してもいいなら出演する」との回答を得て演技を任せたという。

### 実在の人物
マーガレット・“モリー”・ブラウン
演：キャシー・ベイツ
タイタニックの一等船客の1人で、新興成金。実力で成功をつかんだこともありかなり気が強く、上流階級である他の一等客からは成り上がり者として見下されているが平然と受け流している。貧乏人であるジャックが上流階級のディナーに出席する際に、彼女は息子の礼服を貸し出したり食事のマナーを耳打ちしたりしてジャックを陰から支える。
タイタニック沈没の時に救命ボート上で救助のため引き返すよう主張した乗客は彼女だけだった。1996年のローズが彼女を「後に不沈のモリー・ブラウンと呼ばれる」と説明している。
エドワード・スミス
演：バーナード・ヒル
タイタニック号の船長。作中ではタイタニックの処女航海が最後の務めとされているが、史実では今後も船長を続ける予定であり引退航海ではない。経験豊富で世間から信頼も厚く億万長者たちに人気の船長で、彼の船に乗るために旅のスケジュールを変更した人もいるほど。他船から氷山の警告を受けていたが、よくあることと判断して、船のスピードを落とすことはしなかった。劇中では触れられていないが、オリンピック号（タイタニック号の姉妹船）の船長時代にイギリス海軍の巡洋艦と衝突事故を起こしている。
衝突してからは冷静に対処に当たっていたものの、沈没が不可避となり、乗客の救助も間に合わないと悟って茫然自失状態となり、救助を拒みひとりで操舵室に入って扉を締め切った後、ガラス窓を突き破ってきた海水に呑まれ溺死する。
当初配役は、ロバート・デニーロがオファーされていたが、制作当時デニーロは病気療養中のためオファーを断っていたことがキャメロンによって明かされている。
ブルース・イズメイ
演：ジョナサン・ハイド
タイタニック号を所有する海運企業ホワイト・スター・ライン社の社長で航海に同伴している。メディア向けのアピールのために無謀な運転を船長に要求し、事故の引き金を作る。タイタニックの不沈伝説を信じ救命ボートを乗客より遥かに少ない人数の分しか乗せていなかったり、救命ボートで乗客と一緒に脱出するなど、作中では責任者としての自覚が乏しい人物として描かれる。未公開シーンでは避難活動を手伝おうと空回りして勝手に救命ボートを外そうとしてロウに怒られ、カルパチア号では生還者から冷たい視線を浴びせられていた。
トーマス・アンドリューズ
演：ヴィクター・ガーバー
タイタニック号の設計主任。航海中も船の細かい所にまで徹底的に目を通すなど完璧主義者。またタイタニックが氷山に激突した際、タイタニックの末路を誰よりも早く察知していた。定員に達しないうちに救命ボートを出してしまう乗組員を注意したり、乗客に脱出を促すなど、思いやりがあり、ローズが心を許している人物。
最後は、自身の設計の不十分さが原因で船が沈んでいる事を悔いながら、喫煙室の暖炉の帆船画の前で立ちつくしている所に通りがかったローズに自身の救命胴衣を渡し、彼女に別れを告げて船と運命を共にした。
ヘンリー・ワイルド（演：マーク・リンゼイ・チャップマン）
タイタニック号の航海士長で、甲板部では船長に次ぐナンバー2。映画では描かれてはいないが衝突の直後、パニックを想定して上級船員に拳銃武装を指示した張本人。沈没時も職務を全うして沈みゆく船内の乗客たちに避難誘導を行う。拳銃自殺を図るマードックを（原語版では）あだ名で呼んで止めようとしたものの間に合わず、マードックの自殺を許してしまう。また、救命ボートA号のロープを切るように叫んでいた。
最期は大勢の乗客とともに海に放り出された後もデッキチェアにつかまり救命ボートを呼び戻そうと笛を吹き続けるも、救命ボートが到着した時は既に凍死していた。しかし、その後これがローズが助かるきっかけとなる。
ウィリアム・マードック
演：ユアン・スチュワート
タイタニック号の一等航海士。タイタニック号が氷山に衝突した時に当直の上級士官として船を指揮していた。女性と子供を優先的に救命ボートに乗せている最中に、イズメイが救命ボートC号に乗ったことにはあ然としたものの、結局はそのボートを降ろした。キャルから救命ボートの席を確保するため「ビジネス」と称して賄賂を一旦は受け取るが、最終的には「金で助かると思うな」と賄賂の札束をキャルに叩き返して拒否する。
その後、救命ボートに殺到する乗客たちを鎮めるため拳銃で威嚇したが、それでも混乱が収まらなかったことから威嚇発砲し、結果的にトミーを含む乗客2名を死亡させてしまう。その後、上長のワイルドに敬礼した上で拳銃で自殺する。
史実は最後まで誠実に乗客避難を行っていたという証言も多く残されている人物で、この表現が公開後マードックの遺族から抗議を受けることとなった。
チャールズ・ライトラー
演：ジョニー・フィリップス
タイタニック号の二等航海士。氷山激突後、女性と子供の避難を率先して行った。救命ボートに乗客を定員より少なく乗せてアンドリューズに抗議されたり、パニックを抑えるために威嚇射撃をした。最終的には、沈没後に転覆したボートによじ登って生還する。
ジョセフ・ボックスホール
演：サイモン・クレーン
タイタニック号の四等航海士。氷山衝突の際の当直の下級士官であり、ロケット信号弾を打ち上げている間にキャルとラブジョイがブリッジを通り抜けることを止めようとしたほか、ボートを指揮しているシーンでは船が沈没する際に漕いでいる乗客に対してもっと早く漕ぐように叫んだ。また、映画では描かれてはいないが、三等航海士ピットマンのようにボートを戻す提案をしたものの、乗っていた乗客に拒否された。カルパチア号に救助され乗り移った時はアーサー・ロストロン船長に対して、多数の乗客が船とともに沈んで犠牲になったことを泣き叫んで訴えた。
ハロルド・ロウ
演：ヨアン・グリフィズ
タイタニック号の五等航海士。救命ボート14号を担当していたが、ボートを降ろしている間に大勢の乗客が近づいてきたため、自分の所持している銃で空に威嚇射撃を3回行った。
沈没後、他の救命ボートが乗客の救助を躊躇する中、14号ボートを率いて海に投げ出された乗員・乗客たちを救うために戻ったことにより、ローズの救助に繋がった。
ジェームズ・ムーディ
演：エドワード・フレッチャー
タイタニック号の六等航海士。劇中では出航直前でタイタニックに衛生検査を受けたと嘘をついて搭乗しようとするジャックとファブリッツィオの搭乗を許した。氷山衝突の際のもう1人の当直の下級士官であり、氷山発見の電話を受けた。彼の最期は描かれなかったが、脚本の変更により登場シーンが多くなった。
マードックが乗客2名を射殺した後を背景から見ていたり、最後に確認されるのはワイルドとともに救命ボートA号と悪戦苦闘しているシーンだった。
ヘンリー・J・ベイリー
演：ロン・ドナキー
タイタニック号の警備主任。ローズの自殺を制止したジャックを強姦魔と誤解して手錠をかける。キャルとラブジョイの計略で宝石泥棒の濡れ衣を着せられたジャックを拘束する。
ジョン・ジェイコブ・アスター4世
演：エリック・ブレーデン
一等船客で船内で一番の大富豪。不動産の売買で富を拡大させる。妻をボートに乗せた後、船内に残り最期を迎える。
ベンジャミン・グッゲンハイム
演：マイケル・エンサイン
一等船客。先祖代々続く鉱山業の実業家。沈没時救命具を着用することを勧められるも、「紳士たるもの死ぬ時も品格を失いたくない」と述べ、わざわざ夜会服に着替えブランデーを飲みながら、秘書ヴィクター・ギグリオ（演：クリス・クラノッティ クレジット表記無し）とともに最期を迎える。劇中では描かれていないが、史実では脱出する客室係に「自分が臆病であったが為に船に取り残される女性がいてはならない」と語っており、他の女性客や子供を優先して救命ボートに乗せるべくギグリオと共に船に残る事を決断したものと思われる。
アーチボルド・グレイシー大佐
演：バーナード・フォックス
一等船客。アマチュア歴史家の資産家。劇中ではキャルと親しく、ローズを助けたジャックにお礼をするようキャルに勧めた。ジャックを招いた晩さん会や、沈没直前に船首にボートが残っていることをローズに伝える役回りでも登場している。事故からは生還するも、後遺症のため8ヶ月後に死亡した。
ウォレス・ハートリー
演：ジョナサン・エヴァンス＝ジョーンズ
タイタニックの楽師団のバンドマスター兼ヴァイオリニスト。タイタニック沈没時メンバーとともに乗客のパニックを抑えるために仲間とともに演奏を行う。作中では、船の沈没が加速化する中、沈没寸前まで賛美歌『主よ御許に近づかん』を演奏した。
トーマス・バイルズ神父
演：ジェームズ・ランカスター
二等船客。沈没時、傾斜が激しくなる甲板の上で、乗客たちに新約聖書の海の章（ヨハネの黙示録第21章）を読み上げる（目撃証言あり）。
イジドー・ストラウス
演：ルー・ポルター
一等船客の老夫婦の夫。当時世界最大の百貨店のメイシーズの経営者。沈没時救命ボートに妻だけを乗せようとするが、妻は決して夫と離れないと覚悟を決めたことで、妻とともに客室ベッドで最期を迎える。
アイダ・ストラウス
演：エルザ・レイブン
一等船客の老夫婦の婦人。沈没時救命ボートに夫が乗れないのを知り、夫とともに最期を迎えることを決めて、客室のベッドで夫に抱かれながら最期を迎える。
第5代準男爵サー・コズモ・ダフ＝ゴードン
演：マーティン・ジャーヴィス
一等船客。英国の準男爵位を有するスコットランドの地主。劇中ではローズがジャックに有名な一等客を紹介するシーンなどに登場。
ルーシー・レディ・ダフ＝ゴードン
演：ロザリンド・アイレス
コズモの妻でファッションデザイナー。劇中ではローズがジャックに有名な一等客を紹介するシーンなどに登場。
ロシズ伯爵夫人ノエル・レズリー
演：ロシェル・ローズ
一等船客。スコットランド貴族の第19代ロシズ伯爵ノーマン・レズリーの妻。劇中ではルースと一緒にいることが多い。
フレデリック・フリート
演：スコット・G・アンダーソン
氷山を発見した見張り番。劇中では臭いで氷山がわかると豪語していたが、ジャックとローズのキスに気を取られて氷山発見が遅れた。
レジナルド・リー
演：マーティン・イースト
フリートとともに見張り台に立っていた船員。劇中では臭いで氷山がわかると豪語したフリートを責め立てていた。
ロバート・ヒッチェンズ
演：ポール・ブライトウェル
氷山に接触した際に舵を握っていた操舵員。劇中では氷山接触シーンでマードックの指示で舵を切る姿や、6号ボートの指揮を執っている際に助けに戻ることを提案したモリー・ブラウンを脅迫して黙らせる姿などが描かれた。
ジャック・フィリップス
演：グレゴリー・コック
通信士長。スミス船長が救難信号を送るよう彼に指示する姿が描かれた。
ハロルド・ブライド
演：クレイグ・ケリー
一等通信士。カルパチア号から救援の応答があったことをスミス船長に伝えた。
チャールズ・ジョーキン
演：リアム・タオイー
パン焼き係主任。甲板で転倒したローズに手を貸しジャックやローズと相前後して船尾に向かった後、空中高く持ち上がった船尾の安全柵の外側（上側）にジャックやローズより一足先に出て、スキットルに口を付けている人物。劇中ではセリフはほとんどないものの、事故後詳しい証言を残した生存者の1人として知られており、生存に至る経緯などはほぼその通りに描かれている。海に転落したもののアルコールが体内に残っていたために凍死を免れ、救命ボートに助けられたという。ただし、今日の医学ではアルコールはむしろ低体温症のリスクを高めるとされている。
ジョセフ・ベル
演：テリー・フォレスタル）
機関長。部下の機関士や機関助士たちに指示を下す姿や、部下たちとともに最後まで脱出せずに電気を供給する姿が描かれた。

## キャスト
| 役名                            | 俳優                               | 日本語吹き替え                                 | 日本語吹き替え                                                                                      | 日本語吹き替え                                                                                      | 日本語吹き替え                                                                                      | 日本語吹き替え |
| 役名                            | 俳優                               | ソフト版                                       | フジテレビ版1                                                                                       | 日本テレビ版                                                                                        | フジテレビ版2                                                                                       | 機内上映版     |
| ------------------------------- | ---------------------------------- | ---------------------------------------------- | --------------------------------------------------------------------------------------------------- | --------------------------------------------------------------------------------------------------- | --------------------------------------------------------------------------------------------------- | -------------- |
| ジャック・ドーソン              | レオナルド・ディカプリオ           | 松田洋治                                       | 妻夫木聡                                                                                            | 石田彰                                                                                              | 内田夕夜                                                                                            | 草尾毅         |
| ローズ・デウィット・ブケイター  | ケイト・ウィンスレット             | 日野由利加                                     | 竹内結子                                                                                            | 冬馬由美                                                                                            | 岡寛恵                                                                                              | 藤貴子         |
| キャルドン・ホックリー          | ビリー・ゼイン                     | 山寺宏一                                       | 江原正士                                                                                            | 江原正士                                                                                            | 江原正士                                                                                            | 堀之紀         |
| モリー・ブラウン                | キャシー・ベイツ                   | 谷育子                                         | 小林幸子                                                                                            | 一城みゆ希                                                                                          | 小林幸子                                                                                            | 鳳芳野         |
| ルース・デウィット・ブケイター  | フランシス・フィッシャー           | 小沢寿美恵                                     | 鈴木弘子                                                                                            | 鈴木弘子                                                                                            | 鈴木弘子                                                                                            |                |
| ミセス・カルバート              | グロリア・スチュアート             | 佐々木すみ江                                   | 京田尚子                                                                                            | 京田尚子                                                                                            | 京田尚子                                                                                            | 山口奈々       |
| ブロック・ロベット              | ビル・パクストン                   | 石塚運昇                                       | 堀内賢雄                                                                                            | 堀内賢雄                                                                                            | 堀内賢雄                                                                                            | 井上倫宏       |
| スミス船長                      | バーナード・ヒル                   | 大木民夫                                       | 久米明                                                                                              | 久米明                                                                                              | 久米明                                                                                              | 有本欽隆       |
| スパイサー・ラブジョイ          | デビッド・ワーナー                 | 青森伸                                         | 稲垣隆史                                                                                            | 稲垣隆史                                                                                            | 稲垣隆史                                                                                            | 島香裕         |
| トーマス・アンドリューズ        | ヴィクター・ガーバー               | 納谷六朗                                       | 小川真司                                                                                            | 小川真司                                                                                            | 小川真司                                                                                            | 後藤哲夫       |
| ブルース・イズメイ              | ジョナサン・ハイド                 | 土師孝也                                       | 羽佐間道夫                                                                                          | 羽佐間道夫                                                                                          | 羽佐間道夫                                                                                          | 小島敏彦       |
| リジー・カルバート              | スージー・エイミス                 | 山像かおり                                     | 山像かおり                                                                                          | 山像かおり                                                                                          | 山像かおり                                                                                          | 山像かおり     |
| ルイス・ボーディーン            | ルイス・アバナシー                 | 池田勝                                         | 岩崎ひろし                                                                                          | 岩崎ひろし                                                                                          | 岩崎ひろし                                                                                          | 江川央生       |
| ボビー・ビュエル                | ニコラス・カスコン                 |                                                | 大川透                                                                                              | 大川透                                                                                              | 大川透                                                                                              |                |
| アナトリー                      | アナトリー・M・サガレビッチ        |                                                | | | |                |
| ファブリッツィオ                | ダニー・ヌッチ                     | 檀臣幸                                         | 鳥海勝美                                                                                            | 鳥海勝美                                                                                            | 鳥海勝美                                                                                            | 成田剣         |
| トミー・ライアン                | ジェイソン・ベリー                 | 吉田孝                                         | 石野竜三                                                                                            | 石野竜三                                                                                            | 石野竜三                                                                                            | 檀臣幸         |
| マードック次席一等航海士        | ユアン・スチュワート               | 田原アルノ                                     | 原康義                                                                                              | 原康義                                                                                              | 原康義                                                                                              | 水内清光       |
| ロウ五等航海士                  | ヨアン・グリフィズ                 | 後藤敦                                         | 森田順平                                                                                            | 森田順平                                                                                            | 森田順平                                                                                            |                |
| ライトラー二等航海士            | ジョニー・フィリップス             | 諸角憲一                                       | 家中宏                                                                                              | 家中宏                                                                                              | 家中宏                                                                                              |                |
| ワイルド主席一等航海士          | マーク・リンゼイ・チャップマン     | 石塚運昇                                       | 内田直哉                                                                                            | 内田直哉                                                                                            | 内田直哉                                                                                            | 堀川仁         |
| ロー操舵手                      | リチャード・グラハム               |                                                | | | |                |
| ヒッチェンズ操舵手              | ポール・ブライトウェル             | 落合弘治                                       | 池田秀一                                                                                            | 池田秀一                                                                                            | 池田秀一                                                                                            |                |
| ベイリー主任                    | ロン・ドナキー                     | 池田勝                                         | 宝亀克寿                                                                                            | 宝亀克寿                                                                                            | 宝亀克寿                                                                                            |                |
| ジョン・ジェイコブ・アスター4世 | エリック・ブレーデン               |                                                | 仲野裕                                                                                              | 仲野裕                                                                                              | 仲野裕                                                                                              |                |
| アーチボルド・グレイシー大佐    | バーナード・フォックス             | 佐々木梅治                                     | 富田耕生                                                                                            | 富田耕生                                                                                            | 富田耕生                                                                                            |                |
| ベンジャミン・グッゲンハイム    | マイケル・エンサイン               |                                                | 岩田安生                                                                                            | 岩田安生                                                                                            | 岩田安生                                                                                            |                |
| オベール婦人                    | ファニー・ブレット                 |                                                | | | |                |
| 母親のアイリッシュ              | ジェニット・ゴールドスタイン       |                                                | | | |                |
| ヘルガ・ダール                  | カミラ・O・ローズ                  |                                                | | | |                |
| ダフ・ゴードン卿                | マーティン・ジャーヴィス           |                                                | | | |                |
| ゴードン卿夫人                  | ロザリンド・エアーズ               |                                                | | | |                |
| トゥルーディ・ボルト            | エイミー・ガイパ                   | 岡本章子                                       | | | |                |
| ロシズ伯爵夫人                  | ロシェル・ローズ                   | 北條文栄                                       | | | |                |
| ウォレス・ハートリー            | ジョナサン・エヴァンス＝ジョーンズ | 伊藤和晃                                       | 納谷六朗                                                                                            | 納谷六朗                                                                                            | 納谷六朗                                                                                            |                |
| バート・カートメル              | ロッキー・テイラー                 |                                                | | | |                |
| フリート見張り番                | スコット・アンダーソン             | 柳沢栄治                                       | | | |                |
| リー見張り番                    | マーティン・イースト               | 星野充昭                                       | | | |                |
| ハロルド一等通信士              | クレイグ・ケリー                   |                                                | 桐本琢也                                                                                            | 桐本琢也                                                                                            | 桐本琢也                                                                                            |                |
| ベル機関長                      | テリー・フォレスタル               | 塚田正昭                                       | 斎藤志郎                                                                                            | 斎藤志郎                                                                                            | 斎藤志郎                                                                                            |                |
| バレット火夫長                  | デレク・リー                       | 北川勝博                                       | 小島敏彦                                                                                            | 小島敏彦                                                                                            | 小島敏彦                                                                                            |                |
| その他                          | N/A                                | 定岡小百合 黒田弥生 佐藤ゆうこ 永井誠 遠藤純一 | 田原アルノ 菊池いづみ 鈴鹿千春 荒井静香 相田さやか 田尻ひろゆき 立木文彦 岡本章子 成田剣 寺内よりえ | 田原アルノ 菊池いづみ 鈴鹿千春 荒井静香 相田さやか 田尻ひろゆき 立木文彦 岡本章子 成田剣 寺内よりえ | 田原アルノ 菊池いづみ 鈴鹿千春 荒井静香 相田さやか 田尻ひろゆき 立木文彦 岡本章子 成田剣 寺内よりえ |                |

※3種のテレビ版吹き替えは、ジャック、ローズ、モリー以外のすべてのキャストに共通の音源を使用している。
- ソフト版: 1998年11月20日発売のVHSに初収録・配信にも使用。
- フジテレビ版1: 初回放送・2001年8月31日『金曜エンタテイメント』、9月1日『ゴールデン洋画劇場』※2回に分けて放送
- 日本テレビ版: 初回放送・2003年6月27日、28日『金曜ロードショー』※2回に分けて放送
  - 2024年3月27日発売予定の4K UHD ブルーレイに収録[14]。
- フジテレビ版2: 初回放送・2004年10月2日『プレミアムステージ』
- 機内上映版:劇場公開に先駆けて製作。現在も日本航空など多数の航空会社で使用されている[13]。

### 吹き替えに関して
- ソフト版でジャックの吹き替えを担当した松田洋治は、本作の公開当時に『もののけ姫』で松田が演じたアシタカ役の英語版吹き替え声優の候補としてディカプリオが浮上していたことから、「逆の配役にしてはどうか」という経緯で起用されたという[13]。
- フジテレビ版1は、地上波初放送時に制作された。助演や脇役などはいわゆる「豪華声優陣」で固めた一方で、主演2人の吹き替えには吹き替え経験が初となる俳優[15]が起用されたため、評判は決して良くなかったという[16][17]。そのため、2021年時点でも業界の当事者間ではこの吹き替えが「黒歴史」扱いになっているとされている[18]。
- 前述のフジテレビ版1が不評により封印されたことを受けて、後発のテレビ版吹替（日本テレビ版とフジテレビ版2）では主演の差し替えが行われた[13]。
- 石田彰がジャックを演じた日本テレビ版はファンからの人気が高く[19]、放送情報が流れると、SNSなどでは反響が起こっている[20][21]。2021年5月には「金曜ロードショー」内で実施されたリクエスト企画の第4弾として13年ぶりに放送され、当吹き替えもTwitterを中心にネット上で話題を集めたと同時に[22]、石田も放送に寄せて「たくさんのリクエストを寄せてくださった皆さんのおかげです」と視聴者に感謝を述べた[23]。上述の通りこの吹き替えは2024年3月27日発売の4K ULTRA HD Blu-rayに収録された[14]。
- 機内上映版はこれまでにテレビ放送やソフト収録が一度も行われていない。そのため、草尾毅を始めとした出演者は本作に出演したことを光栄としつつも、未だに自身の出演した音源で本編を鑑賞できていないことから歯痒さを感じており、機内上映版の音源が陽の目を見ることを待ち望んでいるという[24]。

## スタッフ
- 監督：ジェームズ・キャメロン
- 製作：ジェームズ・キャメロン、ジョン・ランドー
- 製作総指揮： レイ・サンキーニ
- 脚本：ジェームズ・キャメロン
- 撮影：ラッセル・カーペンター
- 美術：ピーター・ラモント
- 編集：コンラッド・バフ、ジェームズ・キャメロン、リチャード・A・ハリス
- 音楽：ジェームズ・ホーナー
- ボーカル：シセル
- 衣装：デボラ・リン・スコット
- 主題歌：「マイ・ハート・ウィル・ゴー・オン」セリーヌ・ディオン
- VFX&CGI：デジタル・ドメイン　インダストリアル・ライト&マジック、シネサイト、VIFX、POP・フィルム・カンパニー、4ワード・プロダクション、ハイドラックス、マットワールド・デジタル、パシフィック・フィルム・カンパニー、ディジ・スコープ、ペルペチュアル・モーション・ピクチャーズ、リズム&ヒューズ・スタジオ
- VFXスーパーバイザー：ロバート・レガート
- 製作：ライトストーム・エンターテインメント
- 提供：パラマウント映画、20世紀フォックス

### 日本語版
- 字幕翻訳: 戸田奈津子

| -              | ソフト版          | フジテレビ版1        | 日本テレビ版         | フジテレビ版2    |
| -------------- | ----------------- | -------------------- | -------------------- | ---------------- |
| 演出           | 蕨南勝之          | 小林守夫             | 小林守夫             | 小林守夫         |
| 翻訳           | たかしまちせこ    | 松崎広幸             | 松崎広幸             | 松崎広幸         |
| 調整           | 佐藤隆一          | 栗林秀年             | 栗林秀年             | 栗林秀年         |
| 担当           | 竹内朋子          | 鍛治谷功 三木恵子    | 小川眞紀子 佐藤陽子  |                  |
| プロデューサー | 谷川由紀 酒井朋子 | 山形淳二 前田久閑    | 大塚恭司 北島有子    | 中島良明 遠藤恵  |
| 制作           | ビデオテック      | フジテレビ           | 日本テレビ           | フジテレビ       |
| 制作           | ビデオテック      | ムービーテレビジョン | ムービーテレビジョン | ブロードメディア |
| 配給           |                   | 東映                 | 東映                 |                  |

## テレビ放映履歴
| 回数 | 放送日        | 放送時間    | 放送局     | 番組枠               | 吹替          | 視聴率 | 出典   |
| ---- | ------------- | ----------- | ---------- | -------------------- | ------------- | ------ | ------ |
| 1    | 2001年8月31日 | 21:00-23:17 | フジテレビ | 金曜エンタテイメント | フジテレビ版1 | 34.5%  | [ 26 ] |
| 1    | 2001年9月1日  | 21:00-22:54 | フジテレビ | ゴールデン洋画劇場   | フジテレビ版1 | 35.4%  | [ 26 ] |
| 2    | 2003年6月27日 | 21:03-23:19 | 日本テレビ | 金曜ロードショー     | 日本テレビ版  | 21.9%  | [ 27 ] |
| 2    | 2003年6月28日 | 21:00-22:48 | 日本テレビ | 金曜ロードショー     | 日本テレビ版  | 26.1%  | [ 27 ] |
| 3    | 2004年10月2日 | 19:03-22:54 | フジテレビ | プレミアムステージ   | フジテレビ版2 | 13.2%  | [ 28 ] |
| 4    | 2008年3月28日 | 21:03-23:09 | 日本テレビ | 金曜ロードショー     | 日本テレビ版  | 12.3%  | [ 29 ] |
| 4    | 2008年3月29日 | 21:00-23:18 | 日本テレビ | 金曜ロードショー     | 日本テレビ版  | 12.9%  | [ 29 ] |
| 5    | 2021年5月7日  | 21:00-22:54 | 日本テレビ | 金曜ロードショー     | 日本テレビ版  | 10.3%  | [ 30 ] |
| 5    | 2021年5月14日 | 21:00-22:54 | 日本テレビ | 金曜ロードショー     | 日本テレビ版  | 12.0%  | [ 30 ] |
| 6    | 2023年6月24日 | 21:00-23:10 | フジテレビ | 土曜プレミアム       | ソフト版      | 6.2%   | [ 32 ] |
| 6    | 2023年7月1日  | 21:00-23:10 | フジテレビ | 土曜プレミアム       | ソフト版      | 7.0%   | [ 32 ] |

※ゴールデンタイム帯のみ記述。長尺のため、3度目の放送を除いてすべて前・後編と2日に分けての放送となっている。
当初はフジテレビにおいて2001年4月6日、7日に2日間前・後編に分け初放送されることが決定していたが、放送直前の2月10日に愛媛県立宇和島水産高等学校の実習船によるえひめ丸事故が発生、行方不明者や関係者の感情に配慮するため延期という対応が取られた。
延期された初放送時は、ジェームズ・キャメロン自らが放送のために前・後編に編集し直し、CMの挿入箇所も指定した映像が使用された。また、後編放送のための予告と前編のダイジェスト映像もキャメロン自身が作成した。
6回目前編の放送直前である2023年6月18日、タイタニック号の見学ツアー中に潜水艇が沈没、圧潰し乗客5人全員が死亡する事故（潜水艇タイタン沈没事故）が発生。フジテレビは哀悼の意を表し、通常通り放送を行うとしながらも、前編、後編共に視聴者への注意喚起テロップを冒頭に表示して予定通りに行われた。しかしスポンサーの過半数は提供クレジットを自粛、またはCM放映自体を休止、多くが公共広告機構（ACジャパン）のCMに差し替えられた。この影響や娯楽の多様化による洋画番組の需要の低迷、テレビ版の吹替音源が使用されなかったことなどもあり、該当回の視聴率は地上波放送で初の一桁を記録した。

## 製作

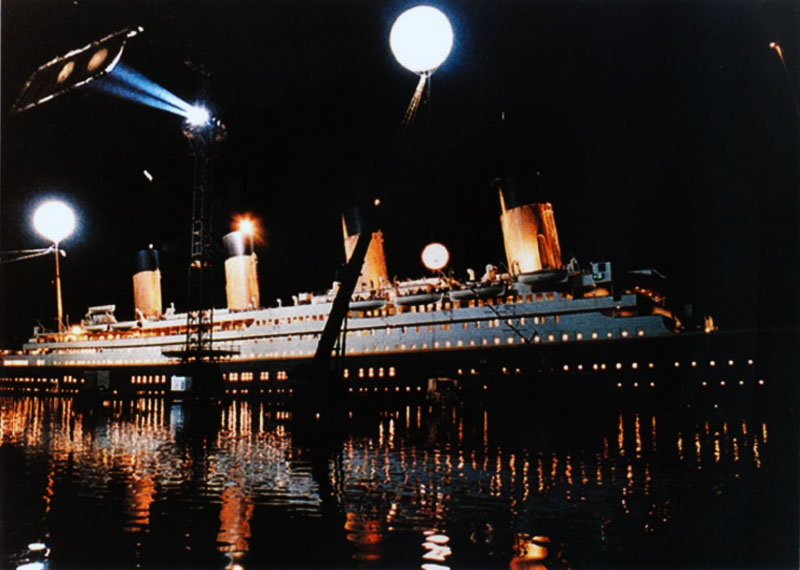
沈没シーンの撮影のために用意されたスタジオセット

『タイタニック』の主な撮影は、1996年7月にノバスコシア州ダートマスで、アカデミク・ムスティスラフ・ケルディッシュ号での現代の探検シーンの撮影から始まった。1996年9月には、メキシコのロサリートに新たに建設されたフォックス・バハ・スタジオに移り、そこには実物大のRMSタイタニックが建設されていた。沈没時に船尾が上昇するのと同じように、数秒で0度から90度まで上昇できる蝶番で作られていた。スタントマンの安全のために、多くの小道具は発泡ゴムで作られていた。
11月15日までに、乗船シーンが撮影された。キャメロンはRMSタイタニックを右舷に建造することを選択したが、これは気象データの調査により、漏斗状の煙を船尾に吹き付けるのは北から南への偏西風であることが判明したためである。これは、左舷に停泊していたため、サウサンプトンからの出港を撮影する際に問題となった。例えば、台本では右に歩いていた人が、撮影では左に歩かなければならないなど、指示書の実行や小道具、衣装を逆にしなければならなかった。ポストプロダクションでは、フィルムが正しい方向に反転された。
1912年当時の上流階級のジェントルマンのマナーをキャストに教えるために、専任のエチケットコーチが雇われた。にもかかわらず、何人かの批評家は、特に2人の主役にまつわる映画の時代錯誤を指摘した。
ジャックが描いたローズのヌード絵は、キャメロン自身が描いたものであり、抑圧の背景を感じさせるシーンのためにスケッチした。「彼女にとってそれが何を意味するのか、彼女が感じているであろう自由をね。そのために、ある種の爽快感がある」と語っている。このヌードシーンは、ディカプリオとウィンスレットの初共演シーンである。「それは何かの意図があってのことではなく、私にはこれ以上のデザインはできなかったけれど。彼らには神経質さとエネルギーとためらいがあるんだ」とキャメロンは述べている。「彼らは、リハーサルはしていたが、一緒に撮影したことはなかった。選択肢があるとすれば、おそらく撮影の中でもっと深く掘り下げたほうがよかったと思う」。キャメロンは、大掛かりなセットが何ヶ月も準備できなかったので、撮影できるものは何でも埋めようと奔走していた、と語っている。映画でそのシーンを見たキャメロンは、かなりうまくいったと感じた。
撮影現場では、他の時間もスムーズではなかった。この撮影は過酷な経験であり、「キャメロンは『ハリウッドで最も怖い男』という確固たる名声を築いた。妥協を許さない完璧主義者として知られるようになった」、「300デシベルの大声で叫び、メガホンとトランシーバーを持った現代のキャプテン・ブライが162フィートのクレーンで人々の顔に向かって急降下する」。ウィンスレットは撮影中に肘の骨が欠けてしまい、船を沈める17メートルガロンの水槽の中で溺れてしまうのではないかと心配していた。「彼が本当に怖いと思ったこともあった。ジムは信じられないくらい気性が荒いんだ」。「『ちくしょう！』と哀れなクルーに怒鳴るんだ。『それこそ俺の望んでいないことだ！』って」共演者のビル・パクストンは、以前にキャメロンと一緒に仕事をした経験から、キャメロンの仕事ぶりをよく知っていた。"撮影現場にはたくさんの人がいた。ジムは、心をつかむための時間を持っている人ではない」と語っている。スタッフは、キャメロンが邪悪な分身を持っていると感じていたため、彼を「Mij」（ジムを逆に綴ったもの）とあだ名していた。批判を受けて、キャメロンは「映画製作は戦争だ。ビジネスと美学の大きな戦いだ」と語った。
カナダでのアカデミク・ムスティスラフ・ケルディッシュの撮影中、ノバスコシア州ダートマスでのある夜、怒ったスタッフがキャメロンや他の様々な人が食べたスープに解離性薬物のPCPを入れてしまった。パクストンを含む50人以上が病院に運ばれた。俳優のルイス・アバナシーは「ただ転げ回っているだけの人もいて、完全に気を失っていました。中には、稲妻やサイケデリックを見たという人もいた」と語った。キャメロンは、薬物が完全に定着する前になんとか嘔吐した。アバナシーは、彼の姿にショックを受けたという。「片目はターミネーターの目のように真っ赤だった。瞳孔があって、虹彩がなくて、真っ赤だった。もう片方の目は、4歳の頃から接着剤を嗅いでいたようだった」。犯人は捕まっていない。

撮影スケジュールは138日を予定していたが、160日になった。冷たい水の中で何時間も過ごした後、多くのキャストが風邪やインフルエンザ、腎臓の感染症にかかったが、その中にはウィンスレットも含まれていた。結局、彼女は「大金」を稼がない限り、キャメロンとは二度と仕事をしないと決めた。他にも何人かがプロダクションを去り、3人のスタントマンが骨折したが、映画俳優組合は調査の結果、セットについて本質的に安全でないものはないと判断した。さらに、ディカプリオは撮影中に危険を感じたことは一度もなかったと語っている。キャメロンは情熱的な仕事ぶりを信じており、自分のセットの運営方法について謝罪することはなかったが、彼は認めている。
私は要求が多く、スタッフにも要求する。軍隊的であるという意味では、何千人ものエキストラや大規模なロジスティックスを扱い、人々の安全を確保するためには、その要素があると思う。大勢の人を相手にするには、かなり厳密な方法論が必要だと思う。
『タイタニック』の撮影費用は、最終的に2億ドルに達し、上映時間1分あたり100万ドル強となった。フォックスの幹部は慌てて、3時間の映画から1時間の具体的なカットを提案した。彼らは、長い叙事詩は監督がアカデミー賞を受賞するのに役立つ可能性が高いにもかかわらず、長さが延びることは上映回数が減り、収益が減ることを意味すると主張した。キャメロンは、フォックスに「私の映画をカットしたいのか？私をクビにするしかない！私をクビにしたい？私を殺さなければならない！」。幹部たちは、投資した資金をすべて失うことになるので、やり直したくなかったが、利益が出ないと予測していたキャメロンの「自分の取り分を没収する」という申し出も、当初は空振りに終わっていた。
キャメロンは、自分の持ち分を失ったことを複雑に説明した。「…簡単に言うと、この映画は『ターミネーター2』や『トゥルーライズ』よりも比例してはるかに多くの費用がかかっているということ。それらの映画は、最初の予算から7～8％上がっている。タイタニックも最初の予算は大きかったが、もっともっと上がった」と語った。「私は製作や監督として、お金を出してくれるスタジオに責任を持っているので、彼らにとって苦痛にならないようにした。私は2つの異なる機会にそれを行った。彼らは私にそれを強要したのではなく、私がそれをしたことを喜んでくれた」。

## 興行成績
興行収入は、全米で6.6億ドル、日本で262.0億円（配給収入160.0億円）、全世界で21.9億ドルに達し、『ジュラシック・パーク』（1993年）を抜いて当時の世界最高興行収入を記録した。この記録は同監督作品の『アバター』（2009年）に抜かれるまで保持された。日本では『もののけ姫』（1997年）を抜いて日本歴代興行収入記録を更新し、『千と千尋の神隠し』（2001年）に抜かれるまで記録を保持している（実写映画としては、2023年時点も日本映画歴代興行収入1位を保持している）。また、映画パンフレットも日本で153万部を売り上げた。

### 作品の評価
同監督の『アバター』に抜かれるまで、映画史上最高の興行収入を記録した作品だが、公開初週の収入は3300万ドルとあまり高くはなく、ロングランヒットの作品であった。また3時間以上という上映時間は、1日当たりの上映回数が1～2回ほど少なくなるため、興行的には極めて不利であり、その上でのこの記録の樹立はまさに快挙と言える。
この映画を世界で最も長く上映したのは、ロシアのスヴェルドロフスク州の州都エカテリンブルクである。
2001年に日本のフジテレビにて放送された際には、8月31日に『金曜エンタテイメント』で放送された前編が34.5%（瞬間最高40.7%）、9月1日『ゴールデン洋画劇場』で放送された後編が35.4%（瞬間最高42.7%）の視聴率（ビデオリサーチ・関東地区調べ）を記録した。

#### 史実との違い
福音派の指導者ジェームス・ドブソンは、亡くなった男性は1339人、女性114人、子供56人だったと指摘し、男性が自己犠牲を払って愛の模範を示したタイタニックが「やもめたちの船」と呼ばれており、「女性、子供、信仰を持っていない人を優先的にボートに乗せるように言った」ジョン・ハーパー牧師ら男性の英雄的なエピソードがあるのに、それを一切無視して男性を臆病者のように描いたとして監督を批判している。また、無断で海底の遺品を収拾する行為も広く行われ、一部の遺品は利益目的に販売されるなどされ、非難を集めている。
映画の中で一等航海士のウィリアム・マクマスター・マードックは、タイタニックが沈没に瀕した時に富裕な乗客から救命ボートに乗せる代償に賄賂を受け取るが直前になって翻意して賄賂を突き返し、パニックを起こした乗客を射殺してから自決した不名誉な人物として描かれた。しかし生還した航海士や乗客から、「彼は最後の瞬間まで職務を遂行し亡くなった」との証言もありマードックの地元からも抗議があった。20世紀フォックス社はマードックの遺族に謝罪し、故郷の高校に「ウィリアム・マクマスター・マードック記念賞」の基金として5,000ポンドを寄付した。ジェームズ・キャメロン監督もメイキングで「配慮が足りなかった」と語っている。
レオナルド・ディカプリオが演じた三等船客ジャック・ドーソンは架空の人物だが、犠牲者の中にジョセフ・ドーソンという客室係の同姓の人物がおり、映画のヒット後、墓碑に「J.ドーソン」と刻まれた彼の墓所を訪れるファンが多かったという。
また劇中で登場する、ジャックが描いたスケッチは全てジェームズ・キャメロン本人による絵である。ローズのデッサンのシーンでは、ジャックは右利きという設定で、キャメロンは左利きであったため、ここでもフィルムを反転して右で描いている様に見せている。

### 受賞
1998年のアカデミー賞において、作品賞、監督賞、撮影賞、美術賞、主題歌賞、音楽賞、衣裳デザイン賞、視覚効果賞、音響効果賞、音響賞、編集賞の11部門で受賞した。また、セリーヌ・ディオンが歌う主題歌「マイ・ハート・ウィル・ゴー・オン」も大ヒットした。

## パチンコ機
2011年2月7日にパチンコメーカーの大一商会が、本作とのタイアップ機である「CRタイタニック ザ・パチンコ」を全国のホールに導入した。映画で使用された実写映像が大量に用いられているほか、主題歌の「マイ・ハート・ウィル・ゴー・オン」もBGMとして使用され話題となったが、2012年1月頃に大一製のパチンコ5機種の台枠のスピーカー部分の温度が異常に上昇し、最悪の場合発火の恐れがある事が判明。本機もその対象機種に該当しており、同月に全台が撤去される措置が取られる事となった。

## DVD・Blu-ray
1999年にDVDが発売されたが、LDのマスターを流用したレターボックス仕様だった。2005年に発売されたリマスターDVD3枚組セット（日本では「アルティメット・エディション」として発売）では、未公開シーンと別ヴァージョンのエンディングが合計45分収録されている。インタビューやパロディまで合わせると、映像特典は14時間にのぼる。いずれもTHX仕様。
2012年9月28日にBlu-rayが3D版と同時に発売された。2D版は劇場公開版と同じシネマスコープのアスペクトだが、3D Blu-rayはビスタビジョンにサイズが変更されている。3D版のアスペクトはシネマスコープから左右をカットしたトリミング映像ではなく、上下の黒帯を除去したサイズである。そのため、オリジナル版からは見えていなかった部分も映っている。